# Löjliga familjen (film)
Löjliga familjen (engelska: It's a Gift) är en amerikansk komedifilm från 1934 i regi av Norman Z. McLeod. Filmen är baserad på pjäsen The Comic Supplement från 1925. Huvudrollen spelas av W.C. Fields.

## Rollista i urval
- W.C. Fields - Harold Bissonette
- Jean Rouverol - Mildred Bissonette
- Julian Madison - John Durston
- Kathleen Howard - Amelia Bissonette
- Tom Bupp - Norman Bissonette
- Tammany Young - Everett Ricks
- Baby LeRoy - Baby Dunk
- Morgan Wallace - Jasper Fitchmueller
- Charles Sellon - Mr. Muckle
- Josephine Whittell - Mrs. Dunk
- Diana Lewis - Miss Dunk
- T. Roy Barnes - Försäkringsagent